# Rhipidothrips niveipennis
Rhipidothrips niveipennis är en insektsart som beskrevs av O. M. Reuter 1899. Rhipidothrips niveipennis ingår i släktet Rhipidothrips, och familjen rovtripsar. Enligt den finländska rödlistan är arten nationellt utdöd i Finland. Arten är reproducerande i Sverige. Artens livsmiljö är friska gräsmarker.